# Manuel Blanco Tobío
Manuel Blanco Tobío (Lérez, 29 de octubre de 1919 - Madrid, 3 de julio de 1995) fue un periodista y escritor español.

## Biografía
Nacido en Lérez el 29 de octubre de 1919, inició su carrera periodística en el semanario El Español y en las publicaciones Fantasía y La Estafeta Literaria. Periodista de ideología «azul», colaboró en Radio Nacional de España y en periódicos pertenecientes a la Cadena de Prensa del «Movimiento». En 1946 se incorporó al diario Pueblo como comentarista de política internacional; lo que le permitió ser enviado especial de ese diario en Europa, América, Oriente Medio y finalmente, en Nueva York y la ONU. Dirigió el diario Arriba, entre 1966 y 1970.
En 1970 fue nombrado director de la Escuela Oficial de Periodismo, en Madrid.
Entre julio y octubre de 1973 desempeñó el puesto de director general de Cultura popular, ejerciendo posteriormente como director general de prensa. En 1976 fue nombrado delegado nacional de Prensa y Radio del Movimiento, en sustitución de Emilio Romero, siendo de hecho el último en ocupar este cargo. Cesó de este puesto en abril de 1977.
Periodista afecto al franquismo, recibió los premios «Mariano de Cavia», «González-Ruano» y «Javier Bueno». Falleció en Madrid en 1995.

## Obras
- —— (1948). El Kominform, quinta columna del comunismo (con el texto íntegro de la declaración de Varsovia). Madrid.
- —— (1963). USA, patalogía de la prosperidad. Madrid: Bullón.
- —— (1964). El guapo americano y el feo ruso. Barcelona: Planeta.
- —— (1966). Rapsodia americana. Barcelona: Editorial Planeta.
- —— (1966). La América invisible. Madrid: Editora Nacional.
- —— (1966). Vísperas del juicio final. Barcelona: Planeta.
- —— (1979). Cinco zorros plateados. Sedmay.